# Lowndesboro
Lowndesboro est une ville des États-Unis située dans le comté de Lowndes, dans l’État de l’Alabama. Lors du recensement de 2000, sa population s’élevait à 140 habitants. Lowndesboro fait partie de l’agglomération de Montgomery.

## Démographie
| 1850 | 1880 | 1970 | 1980 | 1990 | 2000 | 2010 | - |
| ---- | ---- | ---- | ---- | ---- | ---- | ---- | - |
| 500  | 472  | 219  | 207  | 139  | 140  | 115  | - |

## Source
- (en) Cet article est partiellement ou en totalité issu de l’article de Wikipédia en anglais intitulé « Lowndesboro, Alabama » (voir la liste des auteurs).